# Le ragazze di Wall Street - Business Is Business
Le ragazze di Wall Street - Business Is Business (Hustlers) è un film drammatico del 2019 scritto e diretto da Lorene Scafaria, basato sull'articolo del New York Magazine del 2015 The Hustlers at Scores di Jessica Pressler.

## Trama
2014. L’ex stripper Destiny concede un’intervista ad Elizabeth, una giornalista che sta lavorando ad un caso che coinvolge una sua ex amica e mentore, Ramona Vega.
2007. Dorothy, conosciuta con il suo nome da stripper Destiny, lavora al Moves, uno strip club di New York, per supportare economicamente sua nonna. Affascinata dalle sue performance, incontra sul tetto del locale Ramona, una donna forte e determinata che sa gestire il lavoro che fa. Le due iniziano a lavorare insieme, e riscuotono molto successo con i loro clienti: uomini d’affari di Wall Street disposti a pagare prezzi molto alti per balletti e spogliarelli delle ragazze. Un anno dopo, con la crisi economica del 2008, le cose cambiano, ed entrambe le donne iniziano a trovarsi a corto di denaro, poiché pochi uomini frequentano il locale e spendono sempre meno. Destiny rimane incinta, ma litiga col fidanzato poco dopo la nascita della loro figlia Lily, e non riesce a trovare un nuovo lavoro.
Senza altra scelta, Destiny torna al suo vecchio lavoro. Il locale è ormai cambiato: esso è frequentato da stripper immigrate che, per soldi, sono costrette ad avere rapporti sessuali con i clienti, un limite che Destiny si rifiuta di oltrepassare, ma che infrange nei momenti più disperati. Rincontra Ramona, che la introduce a un nuovo schema: insieme ad altre due stripper, Mercedes e Annabelle, la donna inquadra ricchi uomini ad altri bar, li droga e li porta al Moves, dove le ragazze rubano la loro carta di credito e prelevano il massimo consentito senza farsi scoprire. Destiny decide di unirsi al gruppo.
Il piano inizialmente funziona alla perfezione e le ragazze si arricchiscono. Quando alcuni uomini si rivelano essere troppo aggressivi, Destiny suggerisce di chiamare anche altre ragazze, che vengono allenate attentamente ad evitare l’uso delle droghe; Ramona inoltre inizia una vera e propria partnership che coinvolge il Moves, dove ognuno ottiene la propria percentuale di denaro. Tuttavia, altre stripper iniziano a emulare le loro strategie, portando Ramona a chiudere i rapporti con il locale e il gruppo inizia a servire i clienti in stanze di alberghi o nelle loro stesse abitazioni. Mercedes e Annabelle diventano sempre meno disponibili con questa nuova pratica, quindi Ramona chiama altre donne con problemi di droga o criminali, nonostante le proteste di Destiny. Un giorno, un cliente è vittima di un incidente quasi fatale che costringe Destiny a chiamare i soccorsi mentre Ramona è impegnata a cacciare dai guai una nuova alleata particolarmente inesperta di nome Dawn. Quando Destiny torna a casa, scopre la morte improvvisa della nonna. Al funerale, Ramona si scusa con l’amica e le promette che si sarebbe presa cura di lei seriamente.
Nel 2014 Destiny ferma l’intervista quando Elizabeth le chiede di continuare a parlare di Ramona. Quando la giornalista torna a casa, riceve una telefonata da parte della donna, che conclude così l’intervista. La poca attenzione di Ramona causa vari conflitti tra le ragazze e Destiny non se la sentì più di giustificare i suoi crimini. Le quattro donne vengono arrestate; Destiny decide di patteggiare e viene rilasciata, Ramona viene condannata a 5 anni di libertà vigilata mentre le altre due trascorrono un breve periodo in carcere prima di venire rilasciate sotto sorveglianza. Un anno dopo, Elizabeth visita Ramona, che le confessa che Destiny era l’unica donna di cui si poteva davvero fidare e le mostra una sua foto che conserva sempre con sé.
Terminata la lunga intervista, la giornalista incoraggia Destiny a richiamare Ramona, cosa che la giovane donna probabilmente farà.

## Produzione

### Sviluppo
Nel febbraio 2016 è stato annunciato che Jessica Elbaum, Will Ferrell e Adam McKay avrebbero prodotto il film attraverso la loro Gloria Sanchez Productions. Nel maggio dello stesso anno è stato annunciato che l'Annapurna Pictures di Megan Ellison avrebbe co-prodotto e finanziato la pellicola. La produzione originariamente aveva approcciato diversi registi, tra cui Martin Scorsese e lo stesso McKay, per offrire loro la regia del film: dopo che questi avevano rifiutato, ha scelto l'autrice della sceneggiatura Lorene Scafaria. Nell'ottobre del 2018 l'Annapurna ha ceduto il ruolo di produttore e finanziatore a STX Entertainment, per ragioni di incertezza economica: quest'ultima ha acquisito anche i diritti di distribuzione della pellicola.

### Cast
Nell'agosto dello stesso anno è stato confermato che Jennifer Lopez era entrata a far parte del cast in un ruolo principale e che avrebbe co-prodotto il film. Per prepararsi al ruolo, l'attrice ha imparato a esibirsi nelle pole dance grazie alla ballerina e coreografa professionista Johanna Sapakie, allenandosi per due mesi e mezzo prima delle riprese.
A ottobre Constance Wu si è unita al cast, mentre nel marzo 2019 vi si sono aggiunte anche Cardi B, Lili Reinhart, Keke Palmer, Julia Stiles e Mercedes Ruehl. Lo stesso mese Mette Towley e Tracey Lysette sono entrate in trattative per i ruoli di Tracey e Justice, mentre Madeline Brewer e Frank Whaley sono entrati nel cast. Le ultime aggiunte al cast sono state quelle dei cantanti Lizzo e Usher, rispettivamente nell'aprile e nel maggio 2019.

### Riprese
Le riprese del film sono cominciate il 22 marzo del 2019 a New York, per poi terminare il 3 maggio seguente. Si sono tenute anche nelle località di New Rochelle e White Plains. Le scene di Usher, Lizzo e Cardi B sono state girate tutte lo stesso giorno. Il budget del film è stato di 20,7 milioni di dollari.

## Colonna sonora
La colonna sonora non originale del film presenta una lista di canzoni che varia da inni R&B fine anni ‘90 a canzoni provenienti dalla Hot Dance Club Play, dall’indie pop ad interludi classici, incluse Janet Jackson, Britney Spears, Fiona Apple e Lorde. La regista ha spiegato che ogni canzone spiega le scene e di averle scelte già durante il processo di scrittura, pur non avendo la certezza di ottenerne i diritti. Il supervisore della musica del film Jason Markey ha ottenuto i permessi di inclusione di vari artisti, da Big Sean a Bob Seger.

## Promozione
Il teaser trailer del film è stato diffuso online il 17 luglio 2019. Il trailer ufficiale è stato diffuso il 3 settembre.

## Distribuzione
Il film è stato presentato in anteprima al Toronto Film Festival il 7 settembre 2019: è stato poi distribuito nelle sale cinematografiche statunitensi a partire dal 13 settembre 2019 da STX Entertainment. In Italia, è stato presentato in anteprima alla Festa del Cinema di Roma 2019 il 23 ottobre ed è stato distribuito nelle sale da Lucky Red dal 7 novembre seguente.

## Accoglienza

### Incassi
Il film ha incassato 105 milioni di dollari in Nord America e 52 nel resto del mondo, per un incasso complessivo di 157 milioni.
Il film ha incassato al botteghino nordamericano 13,1 milioni di dollari durante il suo primo giorno di programmazione (di cui 2,5 ricavati dalle anteprime della giornata precedente), la cifra più alta in assoluto per una pellicola della STX Entertainment. Ha in seguito concluso il suo weekend d'esordio dietro ad It - Capitolo due, con un totale di 33,2 milioni di dollari, il maggiore per la casa di distribuzione e anche nella carriera della Lopez e superando le previsioni che indicavano una cifra tra i 25 ed i 30 milioni.

### Critica
Il film è stato accolto positivamente dalla critica: sull'aggregatore di recensioni Rotten Tomatoes detiene un punteggio dell'88% delle recensioni professionali positive, con una media di 7,3 su 10, basato su 288 critiche, mentre su Metacritic ha un punteggio di 79 su 100 basato su 42 recensioni.
L'interpretazione di Jennifer Lopez in questo film è stata acclamata universalmente dai critici, tanto da definirla la migliore nella sua carriera e meritevole del premio Oscar che però non ha ricevuto.

## Riconoscimenti
- 2020 - Golden Globe
  - Candidatura per la miglior attrice non protagonista in un film a Jennifer Lopez
- 2019 - Chicago Film Critics Association Awards[39]
  - Candidatura per la miglior attrice non protagonista a Jennifer Lopez
  - Candidatura per la miglior sceneggiatura non originale a Lorene Scafaria
- 2019 - Gotham Independent Film Awards[40]
  - Candidatura per il miglior film
- 2019 - Los Angeles Film Critics Association Awards[41]
  - Miglior attrice non protagonista a Jennifer Lopez
- 2019 - Satellite Award[42][43]
  - Miglior attrice non protagonista a Jennifer Lopez
  - Candidatura per il miglior film commedia o musicale
  - Candidatura per la miglior attrice in un film commedia o musicale a Constance Wu
- 2020 - Critics' Choice Awards[44]
  - Candidatura per la miglior attrice non protagonista a Jennifer Lopez
- 2020 - Independent Spirit Awards[45]
  - Candidatura per la miglior regista a Lorene Scafaria
  - Candidatura per la miglior attrice non protagonista a Jennifer Lopez
  - Candidatura per la miglior fotografia a Todd Banhazl
- 2020 - Screen Actors Guild Award[46]
  - Candidatura per la miglior attrice non protagonista cinematografica a Jennifer Lopez
- 2020 - Dorian Awards
  - Attrice non protagonista dell'anno a Jennifer Lopez
  - Candidatura per il film dell'anno
- 2019 - Golden Schmoes Awards
  - Candidatura per la miglior attrice non protagonista dell'anno a Jennifer Lopez
  - Candidatura per le migliori T&A dell'anno a Jennifer Lopez
- 2019 - Washington DC Area Film Critics Association Awards
  - Miglior attrice non protagonista a Jennifer Lopez
- 2020 - Razzie Awards
  - Candidatura al Razzie Redeemer Award per l'ottima performance di Jennifer Lopez